# Podwierzbie (powiat sierpecki)
Podwierzbie – wieś w Polsce położona w województwie mazowieckim, w powiecie sierpeckim, w gminie Sierpc. Ma status sołectwa.
| SIMC    | Nazwa       | Rodzaj    |
| ------- | ----------- | --------- |
| 0575060 | Żurawieniec | część wsi |

W latach 1975–1998 miejscowość należała administracyjnie do województwa płockiego.